# Laurits Follert
Laurits Follert (Duisburg, 10 de abril de 1996) é um remador alemão, medalhista olímpico.

## Carreira
Follert conquistou a medalha de prata nos Jogos Olímpicos de Verão de 2020 em Tóquio com a equipe da Alemanha no oito com masculino, ao lado de Johannes Weißenfeld, Olaf Roggensack, Torben Johannesen, Jakob Schneider, Malte Jakschik, Richard Schmidt, Hannes Ocik e Martin Sauer, com o tempo de 5:25.60.